# Vicent Tirado Gimeno
Vicent Tirado Gimeno (Castelló de la Plana 1886 - 1944) fou un polític valencià, avi d'Antonio Tirado Jiménez. Treballà com a pèrit mercantil i fou membre del Partit Republicà Radical. De 1933 a 1936 va ocupar l'alcaldia de Castelló de la Plana quan Manuel Peláez Edo va ser nomenat governador civil de la província de Terol. També va ser president de la Cambra de Comerç i del Cercle Mercantil.
Fins a l'any 1936 va ser exportador de taronja a diferents països europeus, com Alemanya i Gran Bretanya i concessionari a Castelló de la General Motors. Amb el triomf del Front Popular va dimitir del seu càrrec. En esclatar la guerra civil espanyola fou empresonat per les milícies del Front Popular, que l'alliberaren el 1938.